# Paurophylla ochrias
Paurophylla ochrias là một loài bướm đêm trong họ Erebidae.